# لال (فیلم ۲۰۱۵)
لال (به بنگالی: Nirbaak) فیلمی محصول سال ۲۰۱۵ و به کارگردانی سریجیت موکرجی است. در این فیلم بازیگرانی همچون سوشمیتا سن، انجان دات، جیشو سنگوپتا و ریتویک چاکرابورتی ایفای نقش کرده‌اند.